# Crisilla ramosorum
Crisilla ramosorum is een slakkensoort uit de familie van de Rissoidae. De wetenschappelijke naam van de soort is voor het eerst geldig gepubliceerd in 2012 door Oliver, Templado & Kersting.